# Мавзолей семейства Аль-Асад
Мавзолей семейства Аль-Асад (араб. ضريح الأسد‎), также известный, как Мавзолей Хафеза аль-Асада (араб. ضريح حافظ الأسد‎), официальное название Мавзолей Бессмертного лидера (араб. ضريح الزعيم الخالد‎) — во время существования Сирийской Арабской Республики был мавзолеем семейства Аль-Асад, которая управляла Сирией с 1971 по 2024 год. В основном он был сосредоточен на мавзолее бывшего президента Сирии Хафеза аль-Асада и его старшего сына Басиля аль-Асада. Мавзолей находился в мухафазе Латакия, в городе Кардаха в Ансарии. Кардаха была преимущественно алавитский город, и была традиционным домом семейства Аль-Асад. 11 декабря 2024 года, после падения режима Асада, мавзолей был разграблен повстанцами из группировки Хайят Тахрир аш-Шам.

## История
Мавзолей стоял на земле дома шейха Али аль-Хайира, которая была размером в 3 акра. Джамиль аль-Асад и Джабер Шалиш заставили аль-Хайира продать землю менее чем за 200 долларов, и поначалу они отказались от этого. Но, поскольку они были бессильны, они передали землю сирийскому правительству. После приобретения земли Хафез Аль-Асад поручил военному жилищному учреждению построить здесь мавзолей.
В 1989 году сирийское правительство поручило архитектору Абдулу Рахману Нассану спроектировать мечеть Наисса в Кардахе, которая была названа в честь Наиссы Шалиш аль-Асад, матери тогдашнего президента Хафеза аль-Асада. С тех пор Кардаха стала центром пропаганды культа личности режима семейства Аль-Асад.
В 1994 году Басиль аль-Асад, старший сын Хафеза и назначенный преемник, погиб в автокатастрофе. Сирийское правительство похоронило его возле мечети в мавзолее. 10 июня 2000 года Хафез аль-Асад внезапно скончался от сердечного приступа. После его государственных похорон в Дамаске его тело было перевезено по воздуху в мечеть Наисса и похоронено в центре мавзолея. С тех пор мавзолей семейства Аль-Асад охранялся и содержался сирийскими силами безопасности и был открыт для туристов. После смерти Хафеза, его второй сын и младший брат Басиля Башар аль-Асад стал президентом Сирии.
11 декабря 2024 года, после свержения режима сына Хафеза Башара после 13 летней гражданской войны, повстанцы группировки Хайят Тахрир аш-Шам подожгли и сожгли гробницу Хафеза аль-Асада. А перед этим они выкопали и разрушили святыни Хафеза и Басиля и позже растоптали их. Во время всего процесса повстанцы показали обоим телам средний палец в качестве оскорбления. В сети были опубликованы видеозаписи вооруженных людей, сжигающих могилу Асада и мочащихся на нее. 28 апреля 2025 года на видео и фотографиях в социальных сетях было показано, как его могилу эксгумируют неизвестные лица. Сообщается, что его останки были перенесены в неизвестное место.

## Архитектура
Мавзолей представлял собой сочетание классической сирийской и модернистской архитектуры. Общая структура имела восьмиугольную форму. Внутренний дизайн был чистым и сдержанным. Внутреннее пространство было большим, просторным и широким с несколькими арочными высотными конструкциями и с несколькими круглыми арками. Внешняя часть была украшена отрывками из Корана, высеченными на камне арабской каллиграфией на поверхности здания.